# Валентин (папа)
Валентин (Valentin, Valentine, (на латински: Valentinus), † 16 септември 827 г.) e папа за много малко време от 1 септември 827 г. до 16 септември 827 г. Той е роден в Рим, вероятно расте в региона Виа Лата.
В книгата с биографии на папи Liber Pontificalis се подчертава неговата набожност.
Папа Пасхалий I забелязва младия свещеник и го назначава за архиерей (епископ) на римския дяконат. Тази важна позиция запазва и при папа Евгений II. След неговата смърт (27 август 827 г.) вероятно следващата неделя, Валентин е избран за новия папа. От късата му служба като папа нищо не е познато, също и точното време; изглежда е около месец.